# De daadsteller
Heer Bommel en de daadsteller of kortweg De daadsteller is het 65ste verhaal uit de Bommelsaga, geschreven en getekend door Marten Toonder. Het verhaal verscheen voor het eerst op 2 mei 1955 en liep tot 11 juli van dat jaar. Thema is het omzetten van woorden in daden.

## Samenvatting
Kwetal heeft een robot gemaakt en noemt dat een daadsteller. Speciaal voor lieden met een groot denkraam zoals heer Bommel, die altijd weten wat er gebeuren moet maar het niet zelf uitvoeren. Heer Bommel koopt het apparaat, met alle gevolgen van dien. Het apparaat voert veel uit in kore tijd, maar er is nergens vergunning voor, en dus wordt alles weer ongedaan gemaakt. Later belandt het apparaat in handen van Bul Super, waarna er veel misdaden plaatsvinden. Uiteindelijk besluit Kwetal het apparaat te vernietigen.